# 2022년 MTV 무비 & TV 어워드
제30회 MTV 무비 & TV 어워드는 2022년 6월 5일에 열린 시상식이다.

## 수상 및 후보

### 최고의 영화상
- 스파이더맨: 노 웨이 홈 - 존 왓츠 수상
- 듄 - 드니 빌뇌브
- 스크림 - 맷 베티넬리-올핀 외 1명
- 샹치와 텐 링즈의 전설 - 데스틴 크리튼
- 더 배트맨 - 맷 리브스
- 애덤 프로젝트 - 숀 레비

### 최고의 TV프로그램상
- 유포리아 수상
- 애나 만들기
- 로키
- 오징어 게임
- 테드 래소
- 옐로우스톤

### 영화 - 최고의 배우상
- 스파이더맨: 노 웨이 홈 - 톰 홀랜드 수상
- 하우스 오브 구찌 - 레이디 가가
- 더 배트맨 - 로버트 패틴슨
- 로스트 시티 - 산드라 블록
- 듄 - 티모시 샬라메

### TV - 최고의 배우상
- 유포리아 - 젠데이아 콜먼 수상
- 드롭아웃 - 아만다 사이프리드
- 옐로우스톤 - 켈리 라일리
- 팸 앤 토미 - 릴리 제임스
- 유포리아 - 시드니 스위니

### 주목할만한 배우상
- 로키 - 소피아 디 마티노 수상
- 리코리쉬 피자 - 알라나 하임
- 웨스트 사이드 스토리 - 아리아나 데보스
- 나의 직장상사는 코미디언 - Hannah Einbinder
- 오징어 게임 - 정호연

### 최고의 키스상
- 잭애스 포에버 - poopies 외 1명 수상
- 더 배트맨 - 로버트 패틴슨 외 1명
- 에밀리, 파리에 가다 - 릴리 콜린스 외 1명
- 스파이더맨: 노 웨이 홈 - 톰 홀랜드 외 1명
- 유포리아 - Hunter Schafer 외 1명

### 최고의 싸움상
- 유포리아 - Cassie vs. Maddy 수상
- 블랙 위도우 - Black Widow
- 프리 가이 - Guy vs Dude
- 샹치와 텐 링즈의 전설 - Shang-Chi Bus fight
- 스파이더맨: 노 웨이 홈 - Spider-Man End Battle

### 최고의 악당상
- 로스트 시티 - 다니엘 래드클리프 수상
- 더 배트맨 - 콜린 파렐
- 할로윈 킬즈 - 제임스 주드 코트니
- 너의 모든 것 - Victoria Pedretti
- 스파이더맨: 노 웨이 홈 - 윌렘 대포

### 최고의 코믹연기상
- 프리 가이 - 라이언 레이놀즈 수상
- 테드 래소 - 브렛 골드스타인
- 피스메이커 - 존 시나
- 잭애스 포에버 - 조니 녹스빌
- 나의 직장상사는 코미디언 - Megan Stalter

### 최고의 영웅상
- 블랙 위도우 - 스칼릿 조핸슨 수상
- 007 노 타임 투 다이 - 다니엘 크레이그
- Moon knight - 오스카 아이삭
- 샹치와 텐 링즈의 전설 - 시무 리우
- 스파이더맨: 노 웨이 홈 - 톰 홀랜드

### 최고의 호흡상
- 스파이더맨: 노 웨이 홈 - 톰 홀랜드 외 2명 수상
- 아파트 이웃들이 수상해 - 셀레나 고메즈 외 2명
- 로키 - 톰 히들스턴 외 2명
- 로스트 시티 - 산드라 블록 외 2명
- 애덤 프로젝트 - 라이언 레이놀즈 외 1명

### 최고의 공포 퍼포먼스
- 스크림 - 제나 오르테가 수상
- 할로윈 킬즈 - 카일 리처즈
- 콰이어트 플레이스 2 - 밀리센트 시몬스
- 피어 스트리트 파트 2: 1978 - 세이디 싱크
- X - 미아 고스

### 최고의 음악상
- 메리 미 - On My Way 수상
- 유포리아 - Little Star
- 엔칸토: 마법의 세계 - We Don't Talk About Bruno
- 돈 룩 업 - Just Look Up
- 리스펙트 - Here I Am
- Here for The Hookup
- 유포리아 수상
- Never Have I Ever
- Pam & Tommy
- Sex/Life
- Sex Lives of College Girls